# Elizabeth Maud Hoffman
Elizabeth Maud Hoffman, née Morgan, également connue sous le nom de Tante Liz ou Yarmauk, née le 10 mars 1927 et morte le 6 avril 2009 est une militante des droits des autochtones australiens et une fonctionnaire. Elle cofonde The Elizabeth Hoffman House, qui est le premier refuge pour femmes autochtones en Australie. Elle est l'une des 250 femmes inscrites au tableau d'honneur des femmes de Victoria (en) en 2001 et reçoit le premier prix du NAIDOC Lifetime Achievement Award (en) en 2006.

## Biographie

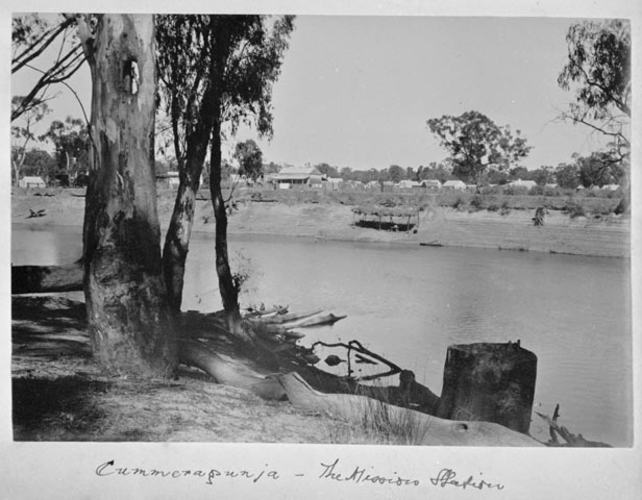
Mission aborigène de Cummeragunja en1893.

Elizabeth Maud Morgan est née le 10 mars 1927 à Cummeragunja (en), une réserve aborigène (en) de Nouvelle-Galles du Sud. Elle est la deuxième enfant de Michael Stafford Morgan et de Maud Miriam Morgan (née Ross). La mère de Morgan meurt quand elle a onze ans, peu de temps après qu'Elizabeth ai été retirée de la famille et envoyée vivre à l'hôpital de la gare, où elle travaille comme domestique. En 1939, a lieu la Marche de Cummeragunja, une manifestation des aborigènes contre les pratiques discriminatoires dans la réserve, qui influe sur sa détermination à lutter pour les droits des aborigènes.
En 1954, Morgan donne naissance à son premier enfant, Ross. Elle est mère célibataire jusqu'en 1956, année où elle rencontre son partenaire avec lequel elle a trois enfants. La famille déménage à Moama en Nouvelle-Galles du Sud, mais après sa séparation, elle emmène ses enfants à Melbourne en 1971. C'est là qu'elle commence à travailler avec l'Aborigines Advancement League (en) (AAL) en tant que directrice de l'auberge de jeunesse Gladys Michell.

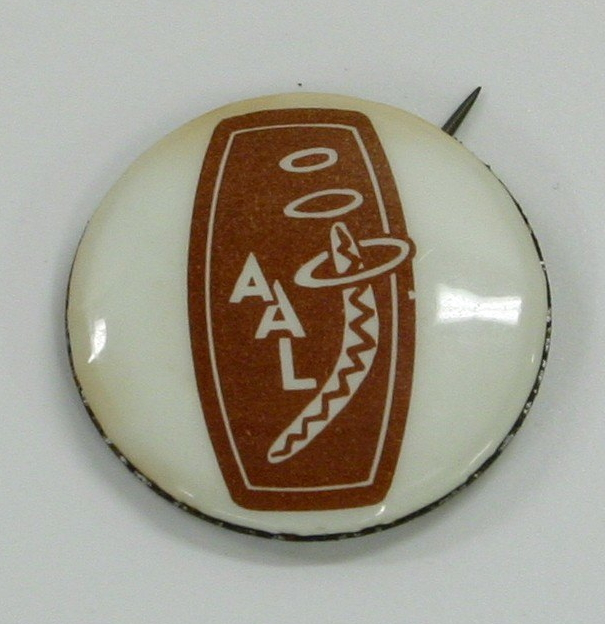
Badge de l' (AAL) avant 1986.

## Engagements
Au début des années 1970, Hoffman cofonde un refuge pour femmes aborigènes à Melbourne, The Elizabeth Hoffman House.En 1972, elle cofonde le Conseil tribal Yorta Yorta (en), revendiquant des terres traditionnelles. La même année, avec sa sœur Merle, elle crée le service juridique aborigène de Victoria  à Fitzroy et le Service de santé aborigène de Victoria avec Alma Thorpe (en), Bruce McGuinness (en) et d'autres.
En 1973, Hoffman devient présidente de l'Aborigines Advancement League (AAL) et la même année, elle devient membre du conseil d'administration et actrice au Nindathanan Theatre. En 1974, Hoffman et Eric (Joe) McGuinness cofonde la coopérative d'habitation autochtone avec Hoffman comme présidente.
De 1975 à 1983, Hoffman est directrice salariée de l'Aboriginal Advancement League. Durant cette période, elle supervise l'appel concernant le bâtiment de l'AAL qui aboutit au déménagement des locaux de Westgarth à Thornbury.En 1977-1978, Hoffman devient la première présidente de lAgence de protection de l'enfance aborigène de Victoria (en) (VACCA).
De la fin des années 1970 jusqu'en 1985, Hoffman est commissaire à la Commission de développement autochtone.
En 1982, la Maison Elizabeth Hoffman se constitue en société. En 1983, Hoffman retourne à Cummeragunja et devient membre fondatrice de la Cummeragunja Housing and Development Corporation. En 1985, elle devenue membre fondatrice du Yorta Yorta Local Aboriginal Land Council (en) et de la Housing Co-operative et la même année, elle est élue deuxième représentante de Yorta Yorta au NSW Aboriginal Land Council (en). En contribuant à la création du groupe de clans Yorta Yorta Murray Goulburn Rivers, Hoffman en devient la première présidente en 1993-1998. En 1998, elle est l'une des aînées de la société aborigène de la nation Yorta Yorta.
Un recueil de poésie de Hoffman intitulé To Our Koori Sons est publié en 2009.
Elizabeth Maud Hoffman meurt le 6 avril 2009 à Cummeragunja.

## Prix et distinctions
En 2001, Hoffman est l'une des 250 femmes inscrites au tableau d'honneur des femmes de Victoria.
Elle reçoit un prix national NAIDOC pour l'ensemble de sa carrière en 2006. Ce prix lui est décerné pour avoir consacré sa vie aux peuples autochtones, pour avoir défié les gouvernements et pour avoir communiqué sur la violence familiale, la protection de l'enfance, les droits fonciers et la protection du patrimoine culturel et environnemental des aborigènes.
Hoffman est mise à l'honneur dans la fresque Balit Naggt-bul à Melbourne mettant en vedette les membres à vie de l'Aboriginal Advancement League.